# Висша лига на Синт Маартен
Висшата лига на Синт Маартен (на английски: Sint Maarten Premier League; на нидерландски: Kampioenschap van Sint Maarten) или СМСА Сениор Лига е първенство, създадено през 1975 година в Синт Мартен. В лигата се състезават 9 отбора. Всички те са от столицата Филипсбург.
Първият шампион се казва „ПСВ“, но няма нищо общо с именития гранд от Айндховен, създаден от „Филипс“. Името му означава „Полити Шпорт Ферайнихинг“ или в превод от нидерландски – „Полицейска спортна асоциация“.
От 2011 до 2014 години първенството не се провежда. През 2017 г. шампион става „Реге Лайънс“.

## Отбори, състезаващи се през сезон 2016 – 17
- Реге Лайънс
- Флеймс Юнайтед
- С&Д Кънекшънс
- Йонг Страйкърс
- Юнайтед Суепр Старс
- Фънмейкърс
- Хот Спърс
- Суалига
- Веендам

## Шампиони по клубове
| Клуб             | Шампион | Години        |
| ---------------- | ------- | ------------- |
| С&Д Кънекшънс    | 2       | 2005, 2005/06 |
| ПСВ              | 1       | 1975/76       |
| Спортинг Клуб    | 1       | 2001          |
| Виктъри Бойс     | 1       | 2002          |
| Ювентус          | 1       | 2004          |
| Д&П Кънекшън     | 1       | 2005/07       |
| НАДЖИКО Иншурънс | 1       | 2014          |
| Флеймс Юнайтед   | 1       | 2015          |
| Реге Лайънс      | 1       | 2016/17       |